# Psychologie de la santé au travail
Pour les articles homonymes, voir Psychologie (homonymie).
La psychologie de la santé au travail (PST) est une des disciplines du champ de la psychologie, à l'interface entre psychologie de la santé et psychologie du travail.

## Historique
La psychologie de la santé au travail est une discipline qui s’est alliée à la psychologie de la santé. Les origines de la PST incluent la psychologie de la santé, la psychologie du travail, et la médecine du travail. La PST a ses propres programmes doctoraux, journaux, et organisations professionnelles. 

## Champ d’étude

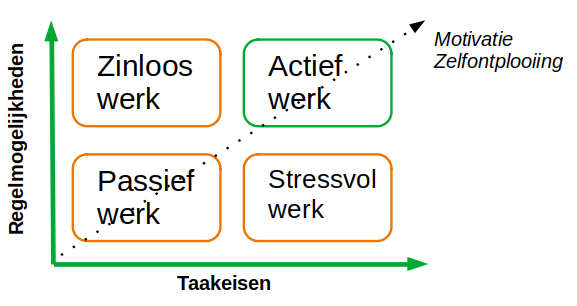
model van karasen

Le champ d’étude cherche à identifier les caractéristiques psycho-sociales du lieu de travail qui produisent des problèmes de santé. Ces problèmes peuvent inclure la santé physique (par exemple, maladie cardiovasculaire) ou la santé mentale (par exemple, dépression,,). Parmi les exemples de caractéristiques psycho-sociales du lieu de travail que la PST a investigué, on note, la latitude décisionnelle exercée par le travailleur et le support des cadres supérieurs. La PST adresse aussi le développement et la mise en place de systèmes d’interventions pour prévenir ou améliorer les problèmes de la santé liées au travail,,. De plus, les recherches du cadre de PST ont des implications importantes sur le succès économique des organisations. D’autre recherche se concentrent sur l’incivilité, et la violence dans le lieu de travail, le transfert de stress entre le lieu de travail et la maison, le chômage et la réduction d’activité économique, la sécurité sur le lieu de travail, et la prévention d’accident. Les psychologues de la santé au travail ont montré le souci accru concernant l'impact de la dernière crise financière sur la santé physique et mentale et bien-être de la population. 
Deux journaux importants sont le Journal of Occupational Health Psychology (en) et Work & Stress. Les organisations associées à la PST incluent la Society for Occupational Health Psychology (en) et la European Academy of Occupational Health Psychology (en).